# 沃倫縣 (田納西州)
沃倫县（英語：Warren County）是美國田納西州中部的一個縣。面積1,124平方公里。根據美國2000年人口普查，共有人口38,276人。縣治麥克文維 （McMinnville）。
成立於1807年11月26日，縣名紀念在美國獨立戰爭邦克山戰役中戰死的約瑟夫·沃倫。